# Núria Sebastián Gallés
Pour les articles homonymes, voir Sebastian et Galles (homonymie).
Núria Sebastián Gallés est une psychologue espagnole, professeure de psychologie à l’université Pompeu Fabra, spécialisée en sciences cognitives et bilinguisme. Depuis janvier 2018, elle est membre du Conseil scientifique de l'Éducation nationale français.

## Carrière
Núria Sebastián Gallés obtient son doctorat en psychologie expérimentale à l’université de Barcelone en 1986. Elle effectue ses études post-doctorales à l'Institut Max Planck[Lequel ?] et au LSCP-CNRS à Paris.
Elle est ensuite nommée professeure adjointe à la faculté de psychologie de l’université de Barcelone en 1988, puis professeure en 2002. En 2009 elle part pour l'université Pompeu Fabra, où elle dirige le groupe de recherche SAP (Speech Acquisition and Perception). Elle est professeure invitée dans divers centres de recherche, dont l'IRCS à l'Université de Pennsylvanie, l'ICN à l'University College de Londres) et à l'université de Chicago en 2010.
Elle travaille également au Groupe de recherche en neurosciences cognitives (GNRC) du parc scientifique de Barcelone.

## Travaux
Elle a travaillé sur les facultés particulières des bébés bilingues comparativement aux bébés monolingues, en déterminant que des bébés élevés dans un environnement bilingue sont capables de différencier deux autres langues, même s'ils n'avaient jamais été exposés à ces deux langues auparavant. Elle a notamment collaboré avec Janet Werker, psychologue et directrice du centre d'étude des enfants à l'Université de Colombie Britannique à Vancouver.
« Dans la même étude, on présentait aussi à des nourrissons monolingues et bilingues des phrases de leur langue maternelle (soit l’espagnol, soit le catalan) et des phrases en anglais (langue totalement inconnue pour eux). Alors qu’on observait chez les monolingues le tableau de résultats attendu, avec des temps d’orientation plus rapides pour la langue familière que pour la langue non familière, on observait chez les bilingues le tableau exactement inverse : ils s’orientaient plus vite vers la langue non familière que vers la langue familière. ».

## Publications
Núria Sebastián Gallés est l'auteure de plus d'une centaine de publications.

### En français
- « Catégories phonologiques et représentation des mots dans le développement lexical de l’enfant bilingue », dans Recherches linguistiques de Vincennes, 35 (2006)[5],[6].
- Núria Sebastián-Gallés et Laura Bosch, Devenir et être bilingue, in Emmanuel Dupoux, éditeur, Les Langages du cerveau, Éditions Odile Jacob, 2002
- avec Manuel Carreiras : Language Processing in Spanish (1996).

## Distinctions
- 2000 : lauréate du programme « Bridging Mind, Brain and Behavior » de la Fondation James S. McDonnell[7].
- 2002 à 2006 : membre du groupe de conseillers du programme “Brain and Learning” de l'OCDE[8].
- 2005 : Nijmegen Lectures.
- 2007 : prix Ig-Nobel en linguistique, conjointement avec Juan Manuel Toro et Josep B. Trobalon de l'université de Barcelone, pour avoir montré que les rats sont le plus souvent incapables de reconnaître la langue japonaise de la langue néerlandaise dans un discours diffusé à l'envers.
- 2009 : prix de l'Academia ICREA décerné par le gouvernement catalan.
- 2012 : prix Narcís Monturiol.
- 2016 : élue membre correspondant de la British Academy.
- 2018 : membre en France du Conseil scientifique de l'Éducation nationale[9].

Elle est membre de l'European Society of Cognitive Psychology, l'International Society of Infant Studies et la Sociedad española de Psicología Experimental.